# Cupola di San Pietro

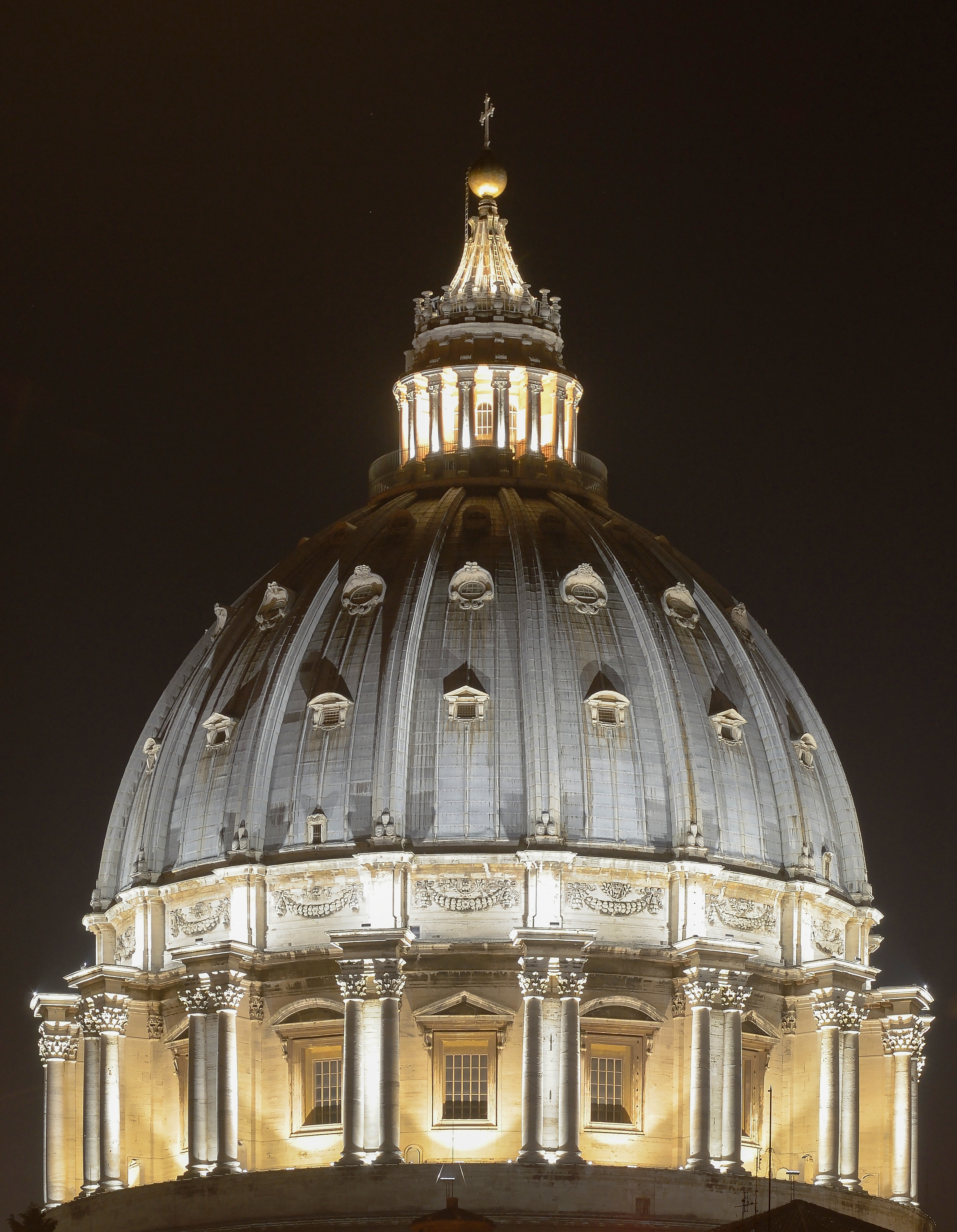
La cupola della basilica di San Pietro in Vaticano

La cupola di San Pietro costituisce la copertura della crociera della basilica di San Pietro in Vaticano.
È una delle più vaste coperture in muratura mai costruite; presenta un diametro interno di circa 42 metri e porta l'altezza complessiva della basilica, dalla base fino alla sommità della lanterna a oltre 130 metri. Le sue forme, espressione del passaggio dall'architettura rinascimentale a quella barocca, rispecchiano in buona parte il disegno di Michelangelo Buonarroti, che vi lavorò fino all'anno della sua morte, avvenuta nel 1564.
Costituisce inoltre uno dei simboli più celebri della città di Roma, dove viene popolarmente denominata cupolone, nonché uno dei punti più panoramici della città, con vista a 360 gradi sull'intera Città del Vaticano e su quasi tutti i quartieri del centro storico di Roma.

## Storia

### Il progetto

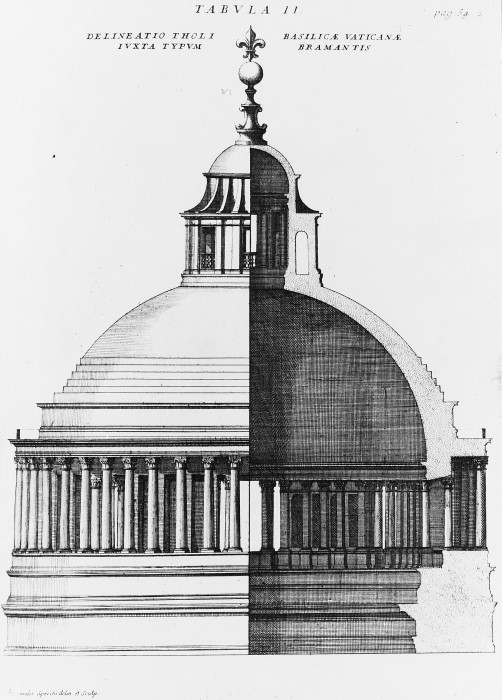
Ricostruzione della cupola ideata da Bramante

All'inizio del XVI secolo papa Giulio II decretò la ricostruzione della basilica di San Pietro in Vaticano, affidando il progetto all'architetto Donato Bramante.
Bramante non lasciò un unico progetto definitivo della basilica, ma è opinione comune che le sue idee originarie prevedessero un rivoluzionario impianto a croce greca (ideale richiamo ai primi martyrium della cristianità), caratterizzato da una grande cupola emisferica posta al centro del complesso. Tale configurazione si può desumere, in parte, dall'immagine impressa su una medaglia del Caradosso coniata per commemorare la posa della prima pietra del tempio, il 18 aprile 1506, e soprattutto da un disegno ritenuto autografo, detto "piano pergamena", in cui la ricerca del perfetto equilibrio tra le parti portò lo stesso architetto ad omettere persino l'indicazione dell'altare maggiore, segno evidente che gli ideali del Rinascimento erano maturati anche all'interno della Chiesa.
I lavori procedettero ininterrotti fino alla morte del pontefice, avvenuta nel 1513, con la realizzazione del centrocroce. Con il successore di Giulio II, papa Leone X de' Medici, alcune modifiche furono apportate da Raffaello Sanzio, prima insieme a Fra’ Giocondo e poi come architetto capo dell'intera fabbrica.
Alla morte di Raffaello, nel 1520, i lavori furono proseguiti da Antonio da Sangallo il Giovane con l'assistenza di Baldassarre Peruzzi, ma subirono diversi rallentamenti. Dal 1539 il Sangallo fu occupato nella preparazione di un colossale modello ligneo per illustrare nei minimi dettagli il suo disegno, che si poneva come una sintesi tra un impianto a croce greca ed uno a croce latina, con una cupola a sesto rialzato, con doppio tamburo, coronata da una svettante lanterna.

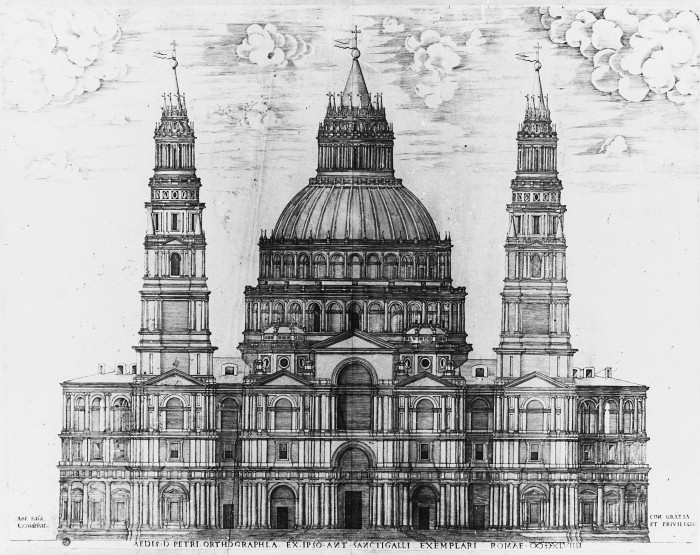
Progetto del Sangallo

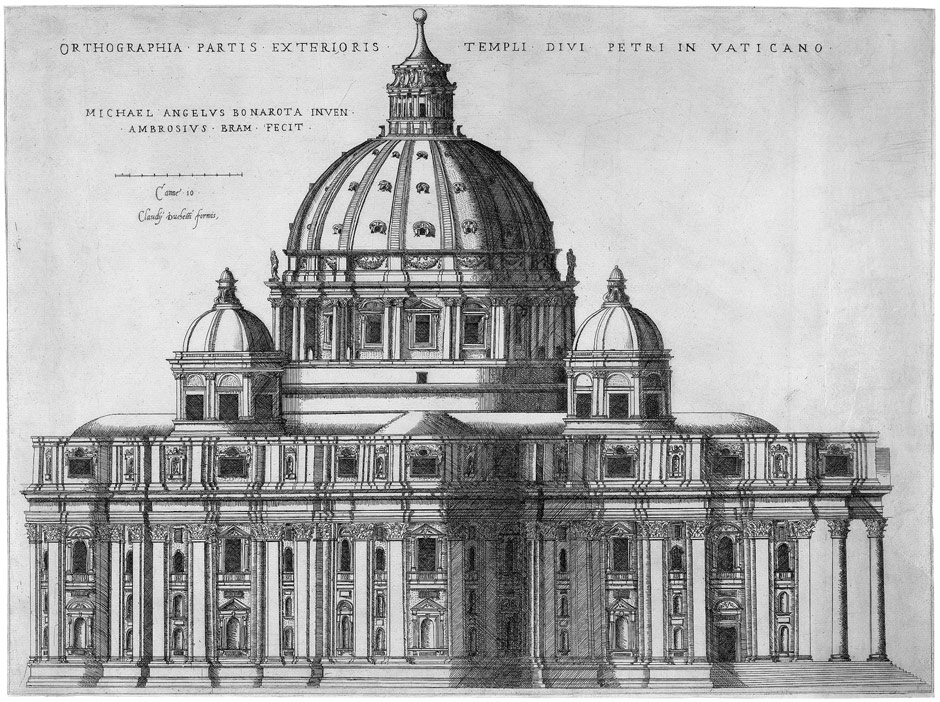
Ricostruzione del progetto michelangiolesco

Nel 1543 il Sangallo era giunto alla costruzione dei pennacchi d'imposta del tamburo.
Dopo Sangallo, deceduto nel 1546, alla direzione dei lavori subentrò Michelangelo Buonarroti, all'epoca ormai settantenne, il quale, esprimendo un giudizio fortemente negativo sull'opera del predecessore, mise in atto una serie di puntuali, quanto strategiche, demolizioni, per tornare ad una pianta centrale più affine al disegno originario.
La storia del progetto di Michelangelo è documentata da una serie di documenti di cantiere, lettere, disegni dello stesso Buonarroti e di altri artisti, affreschi e testimonianze dei contemporanei, come Giorgio Vasari. Malgrado ciò, le informazioni ricavabili spesso sono in contraddizione tra loro. Il motivo principale risiede nel fatto che Michelangelo non redasse mai un progetto definitivo per la basilica vaticana, preferendo procedere per parti. Tuttavia, dopo la morte di Michelangelo furono stampate diverse incisioni nel tentativo di restituire una visione complessiva del disegno concepito dall'artista toscano, tra cui quelle di Stefano Dupérac, che subito si imposero come le più diffuse e accettate.
Alla pianta di Bramante, con una croce maggiore affiancata da quattro croci minori, Michelangelo sostituì una croce centrata su un ambulacro quadrato, semplificando quindi la concezione dello spazio interno. In questo modo il fulcro del nuovo progetto divenne la cupola emisferica, per certi versi ispirata, nella concezione della doppia calotta, a quella progettata da Filippo Brunelleschi per la cattedrale fiorentina di Santa Maria del Fiore.
Un disegno conservato presso Casa Buonarroti (inv. 31 A), antecedente agli anni 1554-1555, costituisce la prima testimonianza del progetto di Michelangelo per il tamburo della cupola.
Tale disegno era verosimilmente destinato alla realizzazione di un modello ligneo; malgrado presenti solo una porzione della sezione del tamburo, lascia intuire la presenza di paraste interne, oculi e, sull'esterno, un sistema di sproni radiali che si concludono in una serie di colonne binate.
Questo studio si ricollega a quello custodito presso il Cabinet des Dessins del Palais des Beaux-Arts di Lille, che mostra, oltre alla sezione della cupola, un disegno dell'alzato del tamburo, con oculi circolari, colonne binate e alto cornicione decorato con statue.
La presenza di oculi e colonne binate dimostrerebbe un legame stringente e ininterrotto tra Buonarroti e l'opera di Brunelleschi: questa soluzione, infatti, richiama una precedente proposta (inv. 50A recto conservato presso Casa Buonarroti) formulata da Michelangelo tra il 1519 ed il 1520 per il completamento del tamburo della cupola di Santa Maria del Fiore.
L'idea degli oculi fu definitivamente abolita assai prima del 1557-1558, quando Michelangelo commissionò un modello ligneo della cupola (preceduto da uno studio in argilla del 1556), con un tamburo caratterizzato da finestre trabeate; la presenza di timpani curvi al posto di quelli alternati costituisce la principale differenza tra questo modello e la costruzione reale, nonché la dimostrazione che il progetto della cupola fu colmo di ripensamenti e di numerose modifiche in corso d'opera.
Il modello, ancora esistente, fu comunque realizzato quando i lavori del tamburo erano già cominciati e molto probabilmente subì modifiche successive che ne hanno alterato l'aspetto originario; pertanto lo stesso non aiuta a comprendere le vere intenzioni di Michelangelo. Del resto il Buonarroti si era riservato per sé il diritto di apportare modifiche alla struttura dell'intera basilica, per la quale non è giunto sino a noi nessun progetto definitivo; di conseguenza, la presenza di un modello non era da considerarsi strettamente vincolante ai fini della realizzazione dell'opera.
È inoltre possibile ipotizzare che il modello presentasse anche due calotte (una interna ed una esterna) di forma perfettamente emisferica, analoghe a quelle riprodotte nelle incisioni di Stefano Dupérac; in ogni caso, verso la fine del Cinquecento, il progetto fu modificato da Giacomo Della Porta e Domenico Fontana, i quali realizzarono una calotta a sesto rialzato nel tentativo di dare maggiore visibilità alla stessa e di ridurre, al contempo, le spinte laterali generate dall'enorme mole della struttura.

### La costruzione

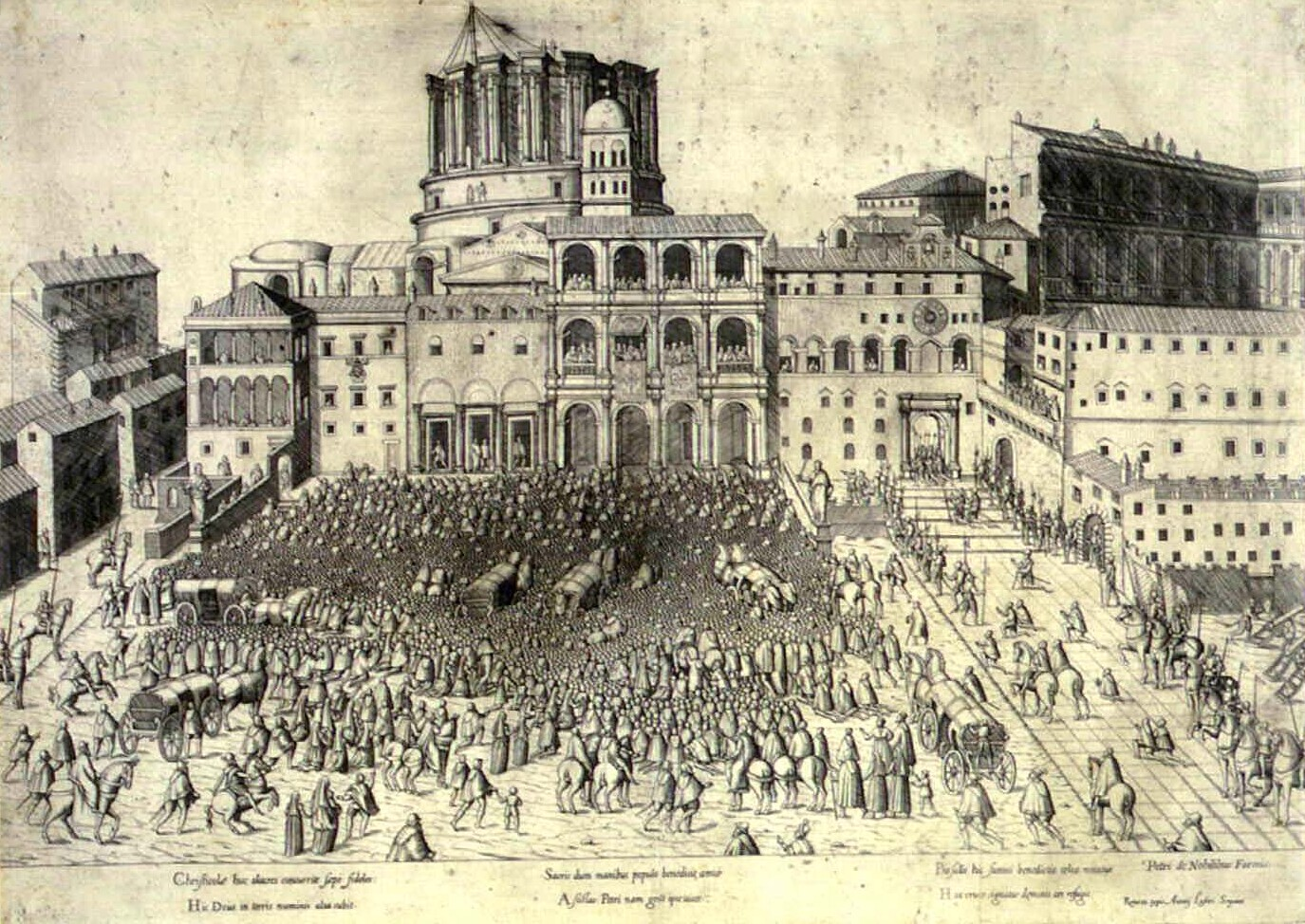
Costruzione del tamburo della cupola

Quando Michelangelo assunse la direzione dei lavori della basilica dovette necessariamente accettare i vincoli delle strutture costruite dai suoi predecessori, primi tra tutti i pilastri della cupola e i sovrastanti archi di collegamento, che determinavano il diametro della calotta.
Il Buonarroti, volendo fissare le forme generali della basilica, avviò la costruzione di settori dell'edificio apparentemente scollegati: partì dall'abside del transetto meridionale, che fu ultimata fino all'attico, costruì le cappelle angolari definendo il perimetro della basilica e costruì il tamburo della cupola, garantendo così l'immutabilità delle parti fondamentali del suo progetto.
Nel 1549 fu iniziato lo zoccolo sopra il cornicione del tamburo, che fu ultimato nel febbraio del 1552, come assicurato dal pranzo offerto dalla Fabbrica di San Pietro agli operai per i festeggiamenti dell'evento.
Dopo la conclusione dell'anello, il progetto del tamburo doveva essere ormai delineato nelle sue parti fondamentali. La sua costruzione fu avviata nel 1554 con la fornitura di travertino strutturale proveniente dalle cave di Fiano Romano ed i lavori si conclusero dopo il 1561, quando furono appaltati gli ultimi capitelli interni e quelli esterni delle colonne e delle mezze paraste degli speroni radiali.
Nel 1564 Buonarroti affidò la direzione dei lavori a Jacopo Barozzi da Vignola. Lo stesso anno, alla morte del Buonarroti, il tamburo poteva considerarsi pressoché ultimato fino alla sommità degli speroni; sembra comunque assodato che l'artista, nell'ultimo anno della sua vita, abbia seguito la costruzione di una campata della sovrastante trabeazione, la quale fu successivamente ultimata da Giacomo Della Porta.

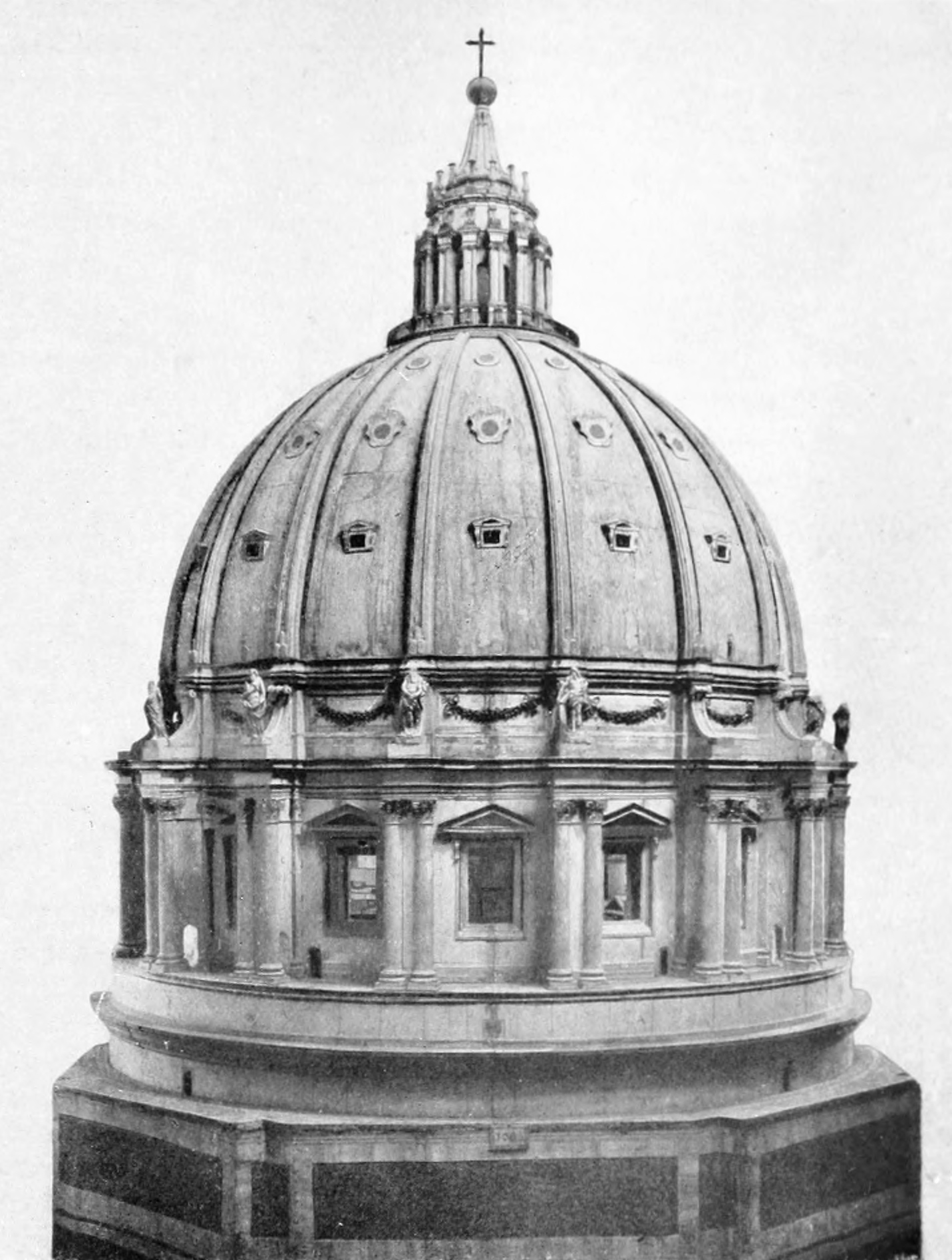
Modello ligneo della cupola

Della Porta, assistito da Domenico Fontana, fu incaricato di ultimare la cupola il 19 gennaio 1587, quando erano ormai trascorsi 23 anni dalla morte del Buonarroti. I lavori, cominciati nel 1588, con grande dispiego di uomini e materiali, procedettero rapidamente: nel 1590 la struttura della cupola era ormai definita e nel 1593, sotto papa Clemente VIII, fu posta in opera la copertura della calotta esterna in lastre di piombo.
Durante questo pontificato venne collocata in cima alla cuspide della lanterna una sfera in bronzo dorato, sormontata dalla croce eseguita da Sebastiano Torrigiani. All'epoca del Della Porta risalgono anche le cupole minori, prive di funzione strutturale, poste intorno a quella maggiore, la cui concezione fu presumibilmente opera del Vignola e Pirro Ligorio.
Per ultime, tra il 1603 ed il 1612, furono eseguite le decorazioni interne, essenzialmente in mosaico su cartoni del Cavalier d'Arpino e Giovanni De Vecchi.
È doveroso precisare che Della Porta e il Fontana non furono dei meri esecutori dei disegni di Michelangelo; a loro spetta infatti il merito dell'esecuzione tecnica di un'impresa che sancì una fase importante dei progressi tecnologici di fine Cinquecento.
Non solo apportarono una sensibile modifica alla curvatura della calotta rispetto al presunto progetto del Buonarroti, rendendola più vicina al modello del Brunelleschi, ma inserirono nella muratura (soprattutto nella parte alta della cupola) una serie di catene per contenere le spinte trasversali esercitate dalla volta e utilizzarono materiali di alta qualità, incernierando le lastre di travertino con piombo fuso; caratteristiche, queste, che permisero alla cupola di non riportare gravi danni dopo il forte terremoto del 1703.
Inoltre realizzarono i costoloni con l'ausilio di sofisticate centinature in legno e disegnarono i particolari tecnici della cupola in scala 1:1 direttamente sul pavimento della basilica di San Paolo fuori le mura.

### I restauri
Malgrado le indubbie capacità di Giacomo Della Porta e Domenico Fontana, il quale probabilmente era il miglior ingegnere dell'epoca, già al momento del disarmo della struttura fecero la loro comparsa alcuni problemi statici, che nel tempo costrinsero ad effettuare diverse opere di consolidamento. I primi dissesti documentati risalgono al 1603, ma negli anni trenta del XVII secolo la situazione cominciò ad aggravarsi. Furono consultati nel corso del tempo un gran numero di matematici, architetti e tecnici, ma senza risultati concreti.
Solo nella prima metà del Settecento, di fronte alle voci di un possibile crollo della cupola, papa Benedetto XIV diede incarico all'ingegner Giovanni Poleni di studiare lo stato di degrado della calotta e il modo di porvi rimedio. Poleni condusse nel 1743 estese ispezioni e studi, pubblicando a Padova nel 1748 un trattato sul tema, corredato anche da una selezione di pareri precedenti di altri studiosi, tra i quali Lelio Cosatti.
Tra il 1743 ed il 1748 Poleni inserì diverse catene in ferro, soprattutto nel tamburo e nella parte più bassa della calotta, determinandone la sezione e la collocazione ideale attraverso calcoli teorici e mediante una serie di esperimenti. I lavori furono condotti sotto la direzione dell'architetto Luigi Vanvitelli, che all'epoca rivestiva la carica di "Architetto della Reverenda Fabbrica".
I successivi restauri, messi in opera tra il XIX secolo e il XX secolo, interessarono sostanzialmente il rifacimento della copertura in lastre di piombo della cupola e della lanterna (1870-1875); proprio alla sommità della lanterna, già nel 1809 era stato innalzato un parafulmine. Dopo il 1929 i contrafforti radiali della cupola, che presentavano diverse lesioni, furono in parte demoliti e ricostruiti sotto la direzione dell'architetto Luca Beltrami.
Negli anni quaranta, la rottura dell'architrave di un finestrone del tamburo costrinse l'ingegner Nicolosi ad inserire un telaio in acciaio in grado di scaricare le forze sulla parte più esterna del vano finestra; l'operazione fu poi estesa a tutte le aperture del tamburo.
Il 2 settembre 2019, con il montaggio del ponteggio, è stato avviato il restauro del tamburo della cupola, al termine del quale sarà completato il restauro di tutti i prospetti esterni della basilica.
Tale intervento ha comunque suscitato preoccupazione per il metodo di ancoraggio dei ponteggi alla muratura del tamburo, con i tubi d'acciaio direttamente fissati al travertino e la conseguente formazione di centinaia di fori.
I restauri della cupola e delle cupole minori, sono stati conclusi nel corso del 2022 e hanno interessato una superficie complessiva di 11.480 mq di travertino.
In occasione del Giubileo del 2025 sono stati avviati i restauri dei mosaici interni.

## Descrizione

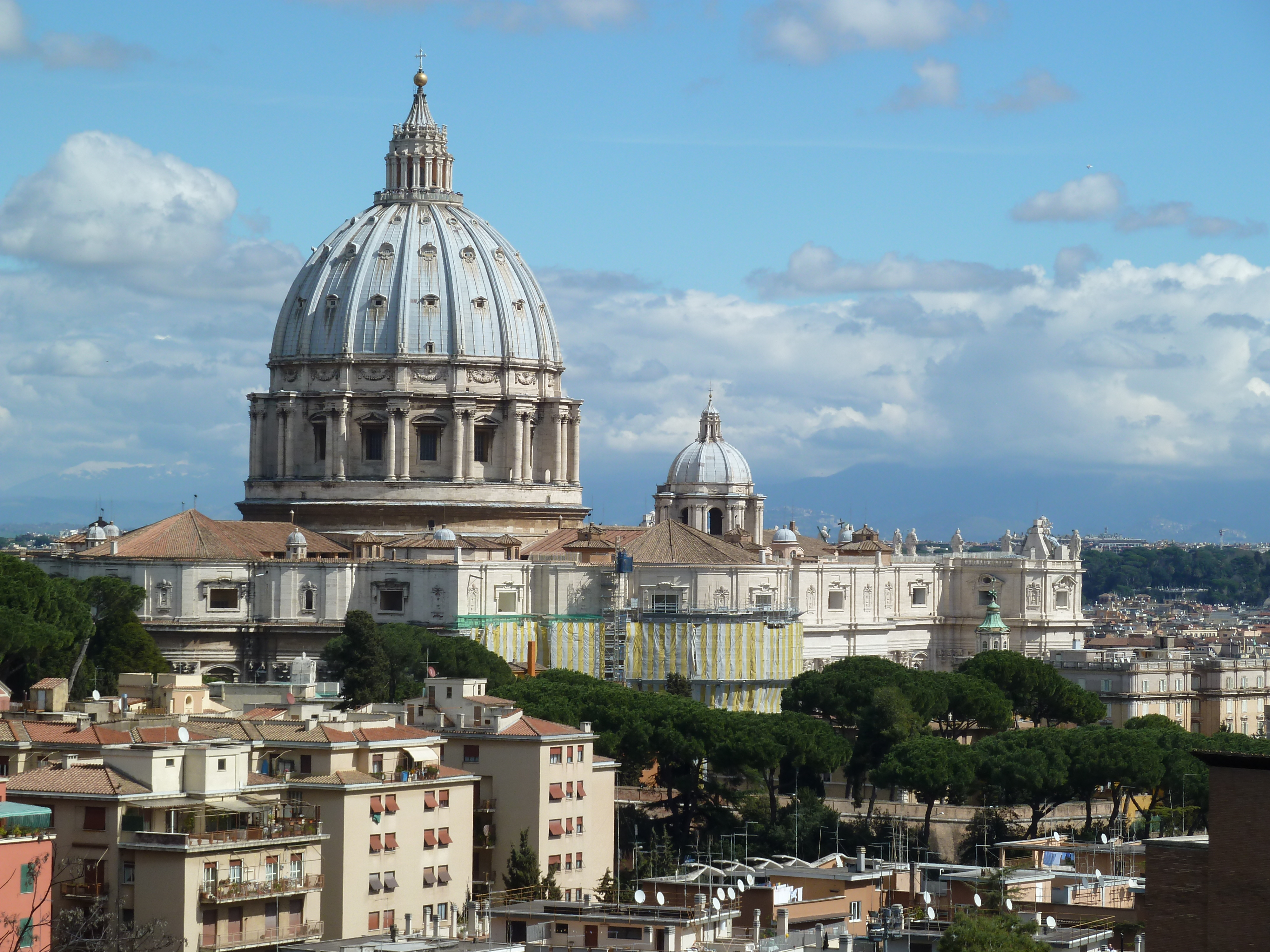
Veduta della basilica e della cupola

La cupola di San Pietro è il simbolo della basilica vaticana.
Sorge all'intersezione della navata principale con il transetto, sulla verticale del colossale Baldacchino del Bernini e dell'accesso alla Tomba di Pietro.
La struttura è sorretta da quattro colossali pilastri, talmente imponenti che in ognuno di essi potrebbe essere contenuta la chiesa di San Carlo alle Quattro Fontane.
Il loro assetto definitivo fu realizzato sotto la guida di Gian Lorenzo Bernini. Le nicchie a livello del pavimento ospitano le imponenti statue in marmo di Santa Veronica (pilastro sud-ovest), Sant'Elena (nord-ovest), Sant'Andrea (sud-est) e San Longino (nord-est), quest'ultima eseguita direttamente dallo stesso Bernini. Sopra le nicchie, attraverso scale elicoidali, si accede a quattro logge, dove, su un fondo di finte nuvole, emergono complessivamente otto delle dodici colonne tortili provenienti dall'antica basilica costantiniana. Alla sommità dei pilastri sono impostati quattro arconi a tutto sesto, con relativi pennacchi.
Il tamburo, che misura circa 42 metri di diametro interno ed ha uno spessore medio di 3 metri, è formato da uno zoccolo sul quale sono impostati 16 contrafforti radiali che delimitano altrettanti finestroni rettangolari con timpani centinati e triangolari alternati. All'esterno gli speroni sono schermati mediante colonne binate sormontate da capitelli d'ordine corinzio e da un'alta trabeazione con cornici modanate; più in alto si eleva un attico decorato con festoni vegetali. Dai contrafforti partono 16 nervature, dello spessore variabile tra i 2 e i 5 metri, che si concludono nella lanterna; alla base di ogni costolone sono scolpiti i tre monti dello stemma di papa Sisto V.

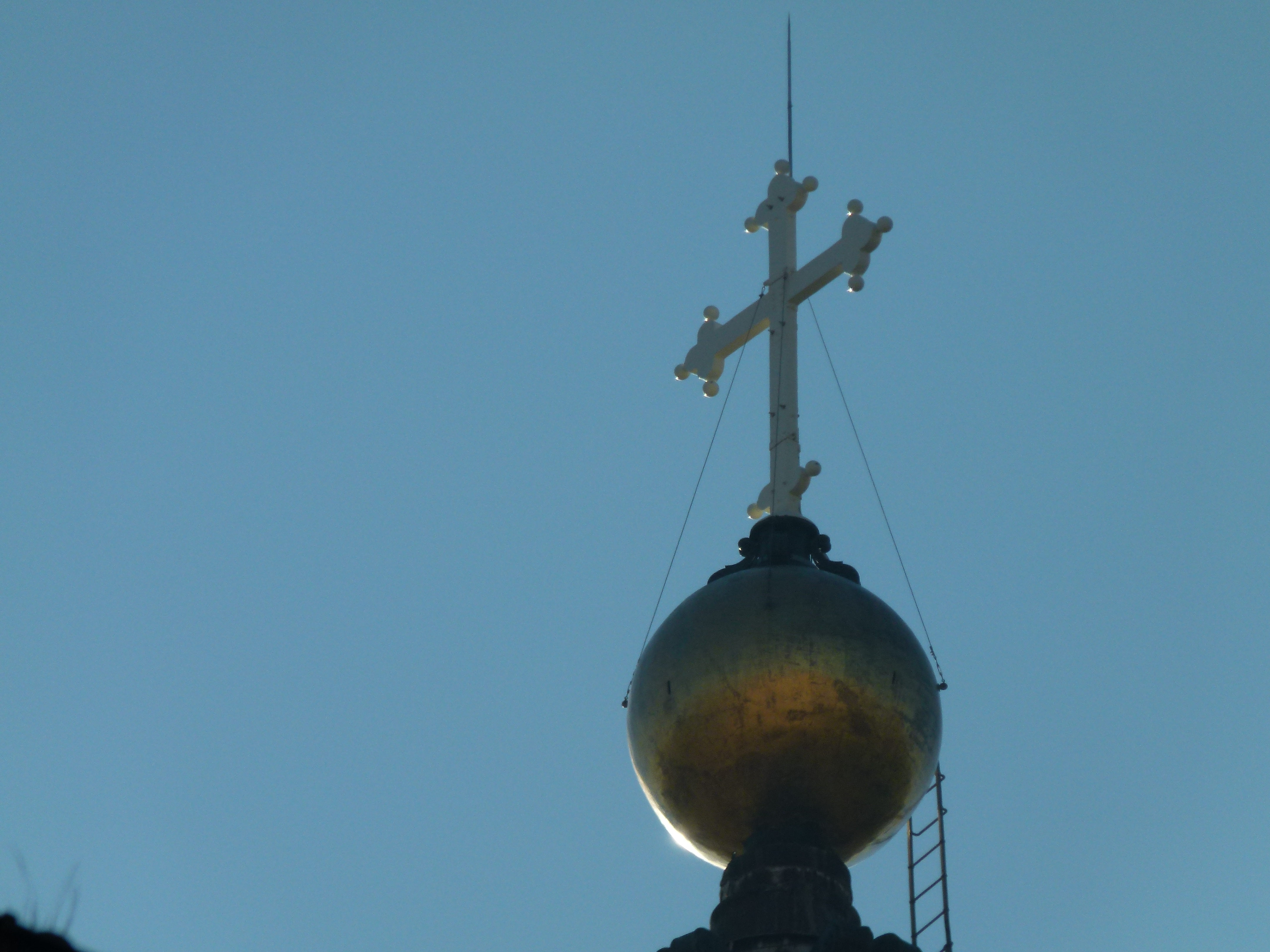
La sfera sovrastante la cupola della basilica

La cupola ha una struttura a doppia calotta: la calotta interna, dello spessore di circa 2 metri, ha funzione portante, mentre l'esterna, rivestita in lastre di piombo, è realizzata a protezione della prima ed ha uno spessore di circa 1 metro. Tra le due calotte si snoda il percorso che consente l'accesso alla sommità; una serie di abbaini di forma protobarocca permette l'illuminazione naturale di questa intercapedine. La lanterna, che riprende il tema delle colonne binate dei contrafforti, è sormontata da una serie di candelieri ed è chiusa, oltre la cuspide concava, da una palla sormontata da una croce.
La palla, di bronzo ma laminata in oro, è stata accessibile a visitatori fin verso metà del Novecento. Durante gli ultimi lavori di manutenzione e lucidatura (2005) è stata scoperta la memoria della conclusione dei lavori di installazione, indicata dalla data 1593 sotto la firma in latino dell'architetto Giacomo Della Porta.
All'interno, nei tondi dei quattro pennacchi che sostengono la cupola, sono raffigurati i quattro Evangelisti, eseguiti a mosaico su cartoni di Cesare Nebbia e Giovanni De Vecchi; i lati sono decorati con angeli di Cesare Roncalli.
Nella fascia compresa tra i pennacchi e il tamburo sono impresse le parole di Gesù a Pietro tratte dal Vangelo secondo Matteo: TU ES PETRUS ET SUPER HANC PETRAM AEDIFICABO ECCLESIAM MEAM - ET TIBI DABO CLAVES REGNI CAELORUM ("Tu sei Pietro e su questa pietra edificherò la mia Chiesa [...] e a te darò le chiavi del Regno dei cieli").

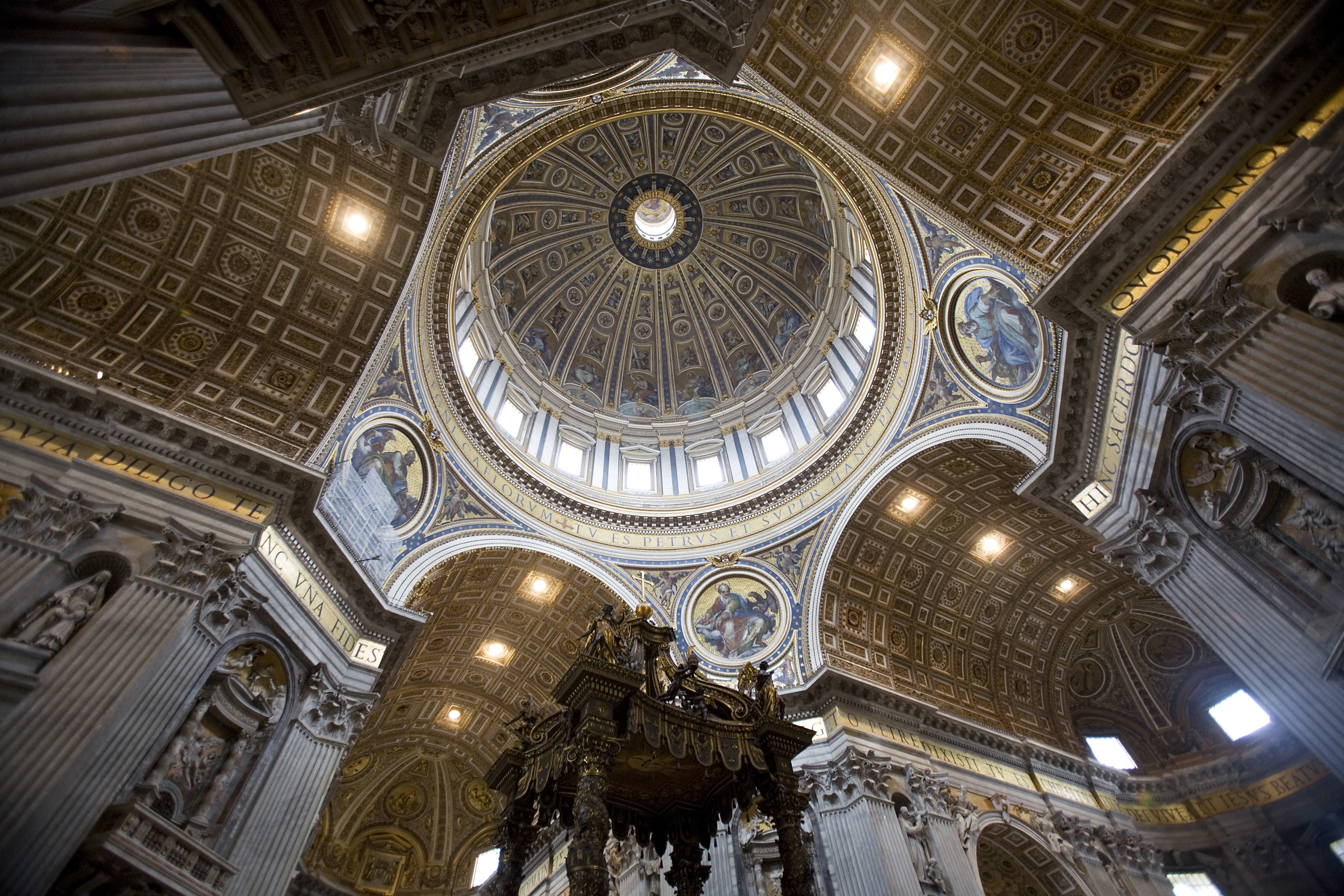
Interno della cupola

Più in alto, oltre i finestroni delimitati da paraste binate, la superficie della cupola è scandita dal ritmo dei costoloni, con 96 figure racchiuse in campiture trapezoidali e rotonde.
L'apparato ornamentale è incentrato attorno all'oculo luminoso della lanterna, dove, circondato da otto teste di angeli, è raffigurato Dio Padre. Nell'anello interno a chiusura della lanterna è riportata la scritta: S. PETRI GLORIAE SIXTUS PP. V. A. MDXC PONTIF. V ("A gloria di san Pietro, papa Sisto V, nell'anno 1590, il V del suo pontificato").
Dall'alto verso la base, in tre cerchi, è distribuito un coro di angeli: i Serafini, realizzati in stucco da Rocco Solaro con teste dorate e ali bianche; i Cherubini, con teste dorate circondate da ali azzurre su fondo dorato e stellato; nel cerchio inferiore si trovano ancora degli angeli in preghiera, sostenuti da nuvole. Segue il cerchio con Gesù Cristo, Maria, Giovanni Battista, san Paolo e i dodici apostoli. Nelle lunette alla base sono riportate immagini a mezzo busto di vescovi e patriarchi.
In particolare, gli angeli e i cherubini sono di Cristoforo Roncalli e del Cavalier d'Arpino; quest'ultimo tradusse il programma iconografico in ben sessantacinque cartoni. Parallelamente alla realizzazione dei modelli fu eseguita la trasposizione in mosaico con artisti quali Cesare Torelli, Donato Parigi, Ranuccio Semprevivo e Rosario Parasole.
I papi e i santi sono di Giovanni Guerra e Cesare Nebbia; le decorazioni tra le 16 parti sono di Cristoforo Roncalli; Marcantonio Bosco disegnò l'architrave, il fregio e le cornici, mentre Ercole da Fano eseguì l'oculo della lanterna. Ai lavori prese parte anche Orazio Gentileschi.
La superficie musiva complessiva si attesta su una superficie di circa 3.000 mq.

### Dimensioni
| Peso complessivo: 14.000 tonnellate circa                                                              |
| Altezza esterna (dal piano stradale alla sommità della croce): 133,30 m (136,57 m secondo altre fonti) |
| Altezza interna (dal pavimento alla volta della lanterna): 117,57 m                                    |
| Diametro esterno: 49,00 m; 58,90 m massimo                                                             |
| Diametro interno: 41,55 m (42,56 m secondo altre fonti)                                                |
| Numero gradini alla salita della cupola: 551                                                           |
| Altezza lanterna: 18 m (17 m secondo altre fonti)                                                      |

## Profilo architettonico

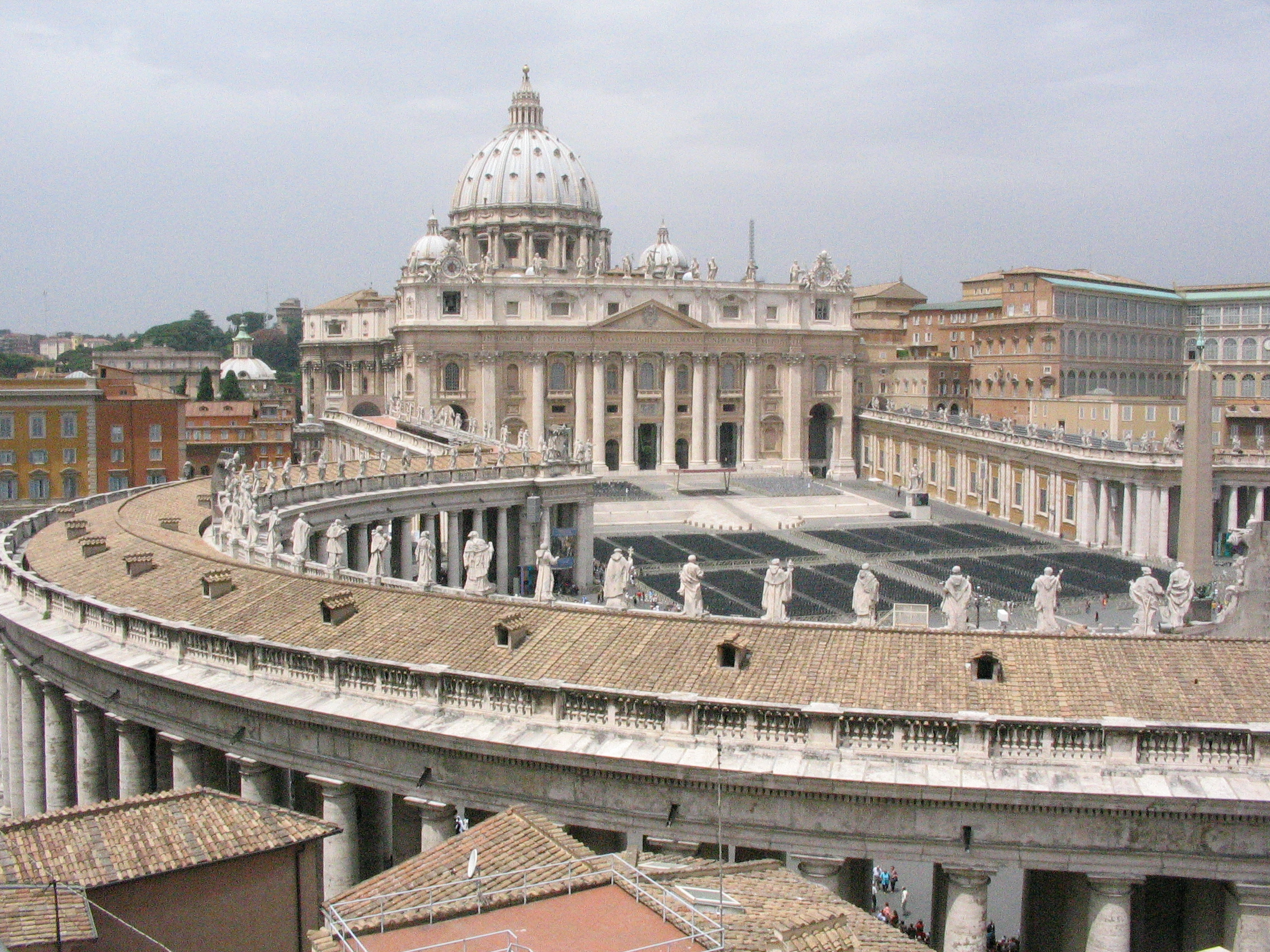
Il colonnato del Bernini, la basilica vaticana e la cupola di San Pietro

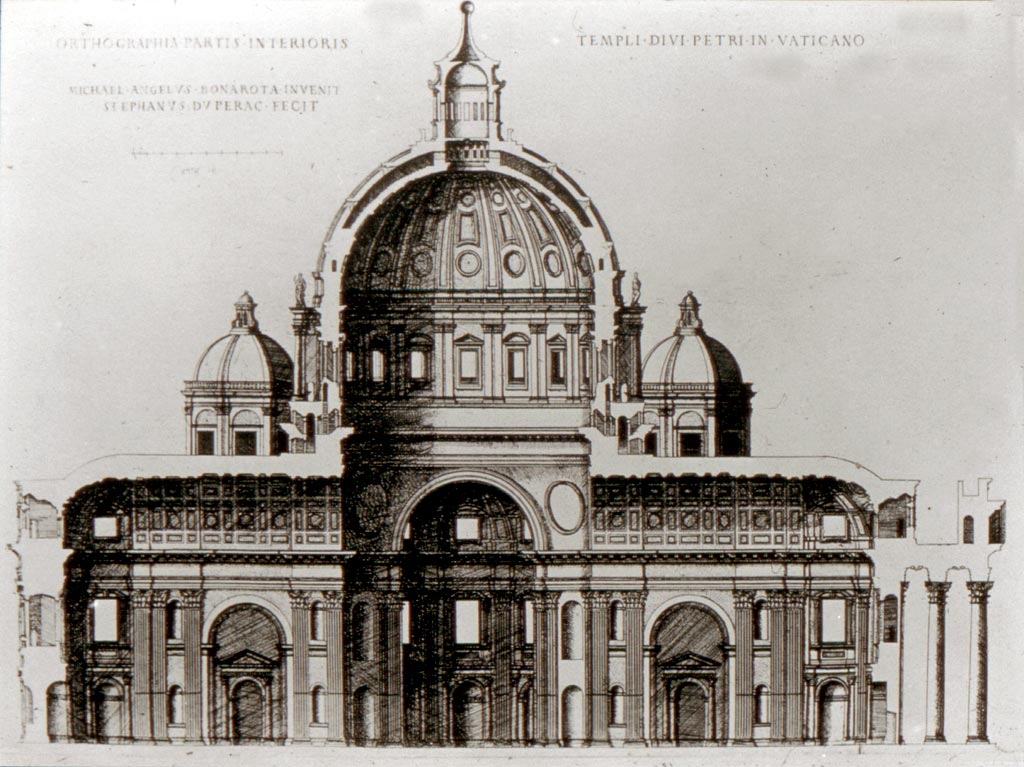
Ricostruzione del progetto di Michelangelo: sezione longitudinale

Dal punto di vista architettonico, la cupola di San Pietro è una revisione, in forme rinascimentali molto personali, del progetto, essenzialmente gotico, del Brunelleschi per la cupola di Santa Maria del Fiore.
Tuttavia, il suo slancio possente non è manieristico, ma protende già verso il barocco.
Il progetto di Michelangelo per la basilica vaticana avrebbe creato un'unica massa, compatta e organica.
Tuttavia, all'inizio del XVII secolo, papa Clemente VIII affidò la direzione della fabbrica a Carlo Maderno, che fu incaricato di aggiungere, alla pianta centrale del Buonarroti, un corpo longitudinale costituito da tre campate. L'intervento di Maderno, che nel 1607 vinse anche il concorso per la facciata, mutò radicalmente il progetto di Michelangelo e fece assumere alla basilica una pianta a croce latina, attenuando anche l'impatto della cupola sulla piazza antistante. Nel corso del Novecento, con la realizzazione della controversa via della Conciliazione, la mole della cupola e della basilica vennero inquadrate sul fondo di un lungo asse stradale rettilineo, ma fu distrutta la scenografia barocca ideata da Gian Lorenzo Bernini per esaltare la massa della facciata e della cupola mediante suggestivi, e sempre nuovi, scorci dalla piazza.

Scrive Le Corbusier: 
(Le Corbusier, Vers une Architecture, Parigi 1958, p. 137)
Nondimeno la cupola di San Pietro ha rappresentato il modello per altre realizzazioni analoghe.
Ad esempio, il tema delle colonne binate del tamburo fu ripreso, nel corso del Seicento, nella cupola della basilica romana di Sant'Andrea della Valle.
Si ritiene che da San Pietro, oltre che dalla cupola di Santa Maria della Salute a Venezia, derivino anche le cupole a calotte separate che trovano nella cattedrale di St. Paul a Londra (di Christopher Wren) e nel Pantheon di Parigi (di Jacques-Germain Soufflot) due dei massimi esempi.